# دومین سوشی
دومین سوشی (انگلیسی: Sushi domain) یک دومین پروتئین محافظت‌شده‌است که با نام‌های دیگری چون پودمان‌های «پروتئین کنترل‌کنندهٔ کمپلمان» (CCP) و «تکرارهای هم‌واکنش کوتاه» (SCR) هم شناخته می‌شود.
این دومین پروتئینی در انواع گوناگونی از پروتئین‌های چسبندگی و کمپلمان‌ها یافت می‌شود. ساختار این دومین کاملاً شناخته شده‌است و از یک آرایش بتا-ساندویچ درست شده‌است: یک وجه آن، سه صفحه بتا با پیوندهای هیدروژنی دارد که یک ناحیهٔ سه صفحه‌ای در مرکز مولکول ایجاد می‌کند و یک وجه دیگرش، از دو صفحه بتای مجزا تشکیل شده‌است.
برخی از پروتئین‌های این گروه، در شکل‌گیری ساختار پایه‌ای آنتی‌ژن‌های گروه‌های خون سهیم هستند.